# Nigrán

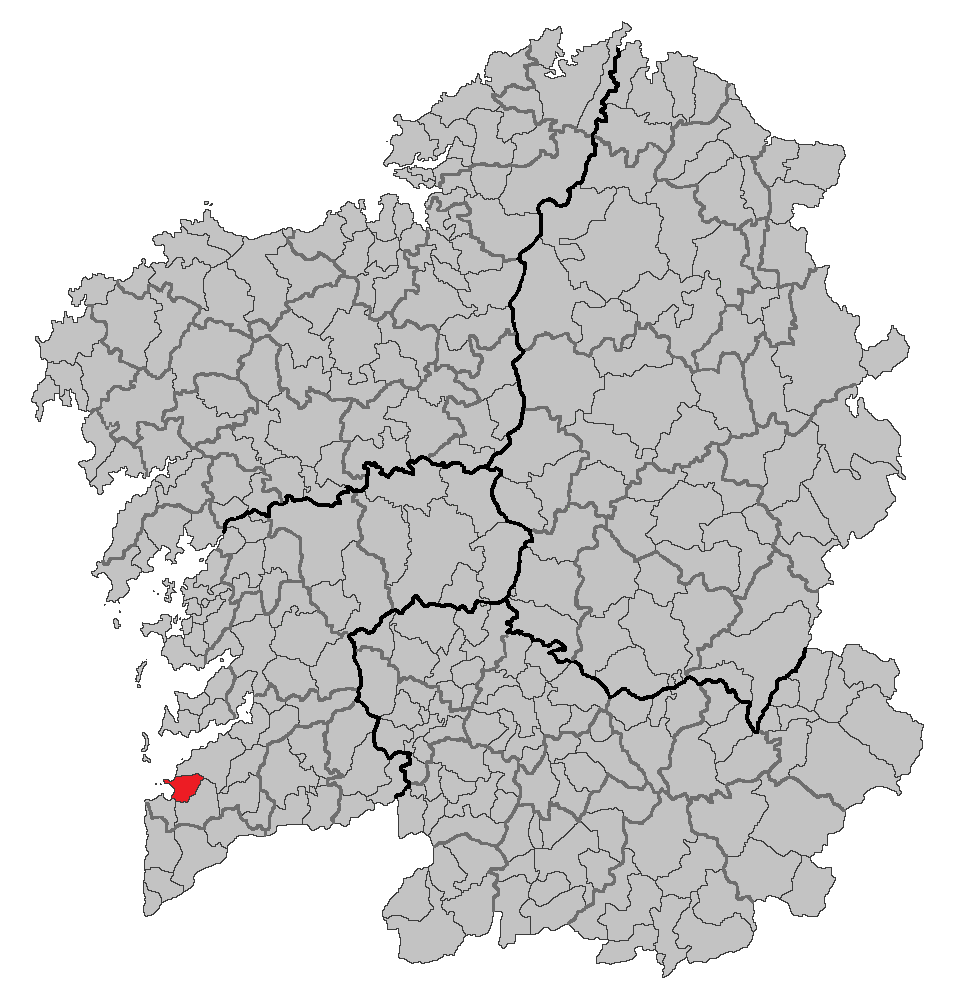
Nigrán, Pontevedra, Galizia

Nigrán è un comune spagnolo di 16 110 abitanti situato nella comunità autonoma della Galizia.
Si trova a 98 km da Santiago de Compostela in autostrada, a 20 dal confine portoghese e a 10 da Vigo, la città più importante della Galizia, confina anche con i comuni di Bayonne la Real e Gondomar. La sua posizione geografica e le ottime comunicazioni ne consentono l'accesso via terra, mare e aria. Comprendendo le città di Parada, Camos, Chandebrito o Priegue, si trova nel grembo di alte catene montuose che lo proteggono dalle basse temperature in inverno e dalle temperature eccessivamente alte in estate. Prima di raggiungere la costa, l'Oceano Atlantico ha già perso parte del suo coraggio nell'incontro con le isole Cíes e l'Estelas, il che lo fa sembrare docile per offrire piacevoli bagni. E con l'energia appena sufficiente per consentire la pratica degli sport acquatici.
Situato nella regione di Vigo, in provincia di Pontevedra, questo comune ha un'estensione territoriale che sfiora i 35 chilometri quadrati di territorio ma ha una densità abitativa di oltre 500 abitanti per chilometro quadrato, risultando in una popolazione di quasi 18 mila abitanti in totale.
Molto si sa sulla sua storia, perché, sebbene si ritenga che fosse un comune di recente fondazione, alcuni studi suggeriscono che sembra che qui ci fosse una presenza di culture diverse perché è ben posizionato rispetto ad altre località oltre ad avere accesso alla costa.
Alcuni storici suggeriscono che sembra che qui passassero popoli e tribù nomadi in cerca di altri territori o che qui si siano insediati degli accampamenti, oltre al fatto che alcuni ponti fanno pensare che i Romani e i Visigoti avessero rotte commerciali attraverso la località, sfruttando il collegamento con il mare e la terraferma.
È molto ben collegata, perché grazie a una serie di investimenti sia da parte del comune che della comunità autonoma e della nazione, è stato possibile aprire un maggior numero di strade e autostrade, consentendo un collegamento via terra oltre all'apertura di nuovi mezzi di trasporto.
Il sindaco eletto il 17 giugno 2023 è Juan Antonio Gonzalez Perez del Partito PSDEG-PSOE.